# ハリウッドパーク競馬場
ハリウッドパーク競馬場（ハリウッドパークけいばじょう、Hollywood Park）は、アメリカ合衆国にかつて存在していた競馬場。カリフォルニア州イングルウッドに位置し、ベイメドウズランド社が所有していた。ハリウッドゴールドカップを始めとするアメリカ西海岸競馬の主要競走を数多く開催していた。跡地には、SoFiスタジアム（2020年完成）やYouTubeシアター、NFLロサンゼルスビルヂングが建設された。

## 歴史
1938年にハリウッドターフクラブによって開設された競馬場で、競馬場建設で名高い建築家アーサー・フローリッヒによって設計された。初代取締役会議長にワーナー・ブラザースのジャック・ワーナーが就き、取締役にアル・ジョルソンやラオール・ウォルシュ、マーヴィン・ルロイ、ビング・クロスビー、ウォルト・ディズニーらハリウッドにゆかりのある関係者が就任している。「ハリウッドパーク」の名前の由来は、競馬場がハリウッドから10マイルの位置にあったことに因んでいるという。
開設した年から続けられてきたハリウッドゴールドカップを始め、3歳芝路線の主要競走であるハリウッドダービー、日本から招待されたシーザリオが制したことでも知られるアメリカンオークスなどが開催されていた。長らくアメリカ西海岸競馬の大競走を行う競馬場として高い地位をもち、1984年には初のブリーダーズカップの開催地として選ばれた。第4回・第14回も同競馬場で開催されている。
また、新しい設備や馬券の発売方式の導入に積極的な競馬場でもあり、1941年にはパトロールフィルム撮影を導入、1945年にはカメラ塔の設置などが行われている。他の競馬場に先駆けて馬単（二連勝単式）馬券を導入した競馬場でもあり、4連単やPick 6などの馬券方式も発売されていた。
開催は4月下旬から7月中旬までの春季開催と、11月上旬から12月末までの秋季開催に分けられていた。開催週は木曜日から日曜日にかけて営業されており、金曜日はナイター開催を行っていた。
- 1938年 - 開設。
- 1938年 - 第1回ハリウッドゴールドカップを開催。第1回の優勝馬はシービスケット。
- 1942年-1944年 - 第二次世界大戦の影響により開催休止。
- 1949年 - 火災により、観覧席とクラブハウスが全焼する。1950年に再建される。
- 1971年 - Exacta（馬単）の発売を開始する。
- 1972年 - コンビニエンスとタイプキャストのマッチレースが開催される。勝者コンビニエンス。
- 1974年 - クリスエヴァートとミスマスケットのマッチレースが開催される。勝者クリスエヴァート。
- 1980年 - Pick 6（6重勝馬券）の発売を開始する。
- 1984年 - 第1回ブリーダーズカップを開催する。その後1987年と1997年にも開催している。
- 1994年 - カードゲーム施設を含んだカジノが併設される。
- 1999年 - 1億4000万ドルでチャーチルダウンズ社（CDI）に買収され、同社の所有となる。
- 2005年 - 2億6000万ドルでベイメドウズランド社に買収され、同社の所有となる。
- 2013年 - 12月22日をもって廃止された。

### 存廃問題
しかし、時代の流れとともに競馬産業も全体的に斜陽化が進み、スロットマシンの設置がまだ行われていなかったハリウッドパーク競馬場運営は、次第に傾きつつあった。重賞の賞金額も年々減少の傾向にあった。1999年にチャーチルダウンズ社によって買収され、運営者名がピナクルエンターテイメントへと改称された。
それから6年後の2005年7月に、チャーチルダウンズは同競馬場をベイメドウズランド社に売却している。ベイメドウズランドはストックブリッジ不動産ファンド社の子会社であり、その買収目的は競馬以外にあることは明白なものであったが、買収には最低3年間の競馬開催の保証が含まれていたため、2006年以降も一時的に開催のめどは立てられた。
しかしその後の運営状況も芳しくなく、スロットマシン設置の許可がカリフォルニア州政府より下りないと、廃止は免れない状況であった。すでに競馬場の一部の敷地は不動産業者に売却されており、「イングルウッドルネッサンス」と呼ばれる新興住宅地へと変貌している。廃止後の跡地は「ハリウッドパークトゥモロー」と銘打たれた総合的商業スペースになり、その他にホテルや住宅地、公共施設などが建設される予定である。
2009年7月8日、イングルウッド市議会は再開発を最終的に承認、ここにハリウッドパークの廃止が決定事項とされた。
2010年をもって競馬開催は終了し、競馬場も取り壊される予定であったが、同年10月にカリフォルニア競馬委員会は同競馬場の2010年度の開催予定を発表し、少なくとも同年中は存続することが明らかになった。
その後も競馬は開催されたが、結局2013年12月22日に廃止することになった。
跡地にはNFLのロサンゼルス・ラムズとチャージャーズとの共用として使用するSoFiスタジアム（2020年完成）が建設された。

## コース
ダートコースは1周1マイル1/8（9ハロン、1811メートル）。内側に設けられた芝コースは1周1マイル（8ハロン、1608メートル）である。2006年には内馬場に6ハロンのシュートコースが作られ、短距離戦開催を強化した。
2005年には芝馬場の張り替えを行い、春季・夏季は万全の状態で芝競走を開催していた。しかし秋になると開催できなくなり、同年の秋季の芝競走はすべて中止となってしまった。
カリフォルニア州の新たに制定した競馬運営ガイドラインに沿って、他の競馬場に先駆けて2006年よりクッショントラック素材を用いたオールウェザーコースを導入したが、運用直後に馬場面が不均一になるという不具合が発生したため、同年11月に一時運用を休止した。